# أديلا الفرنسية كونتيسة فلاندرز
أديل من فرنسا (بالفرنسية: Adèle de France) والمعروف بـ أديل المقدسة أو أديل من ميسين (1009 - 8 يناير 1079) كانت من (يناير 1027 - أغسطس 1027) دوقة نورماندي بزواجها من ريتشارد الثالث  ثم أصبحت من (1067-1035) كونتيسة فلاندرز بزواجها من بالدوين الخامس، هي أبنة الثانية لـ روبير الثاني ملك فرنسا وزوجته الثالثة كونستانس من آرل.